# Quintal da Cultura
Quintal da Cultura é um programa de televisão infantil brasileiro produzido e exibido pela TV Cultura desde 2011. Destinado a crianças na fase pré-escolar, a produção, dirigida por Bete Rodrigues, apresenta quatro amigos — os irmãos Ludovico e Doroteia, o amigo Osório e sua tia Ofélia — ao lado do jabuti Quelônio e da minhoca Minhoquias vivendo num quintal onde soltam sua imaginação com brincadeiras lúdicas.
Lançado em 18 de abril de 2011, o Quintal passou seu primeiro ano sendo exibido ao vivo com esquetes entremeando animações e inicialmente foi apresentado por Doroteia e Ludovico, interpretados por Helena Ritto e José Eduardo Rennó. Ao longo de 2011 o programa ganhou quadros fixos e novos personagens: Filomena (vivida por Joyce Roma), Osório (Jonathan Faria, que já manipulava os bonecos Quelônio e Minhoquias) e Teobaldo (Cristiano Gouveia). A partir de 2013 o formato do programa começou a receber reformulações que o dividiu por temporadas, o que envolveu a saída de personagens e chegada de novos, como Romeu (Henrique Stroeter) e Berenice (Paola Musatti) em 2015. Desde 2018, quando a personagem Ofélia (Mafalda Pequenino) integrou o elenco, é adotado um esquema de exibição de episódios únicos exibidos ao fim de um bloco de séries animadas.
O alcance do Quintal resultou logo em 2011 na criação de um quadro onde os personagens liam cartas que crianças de diversas partes do Brasil começaram a mandar espontaneamente. No mesmo ano o programa, inicialmente exibido apenas nas tardes de segunda a sexta-feira, ganhou horário alternativo nas manhãs. Em 2014, sabendo que seu público-alvo também era formado por crianças na fase escolar, a equipe do Quintal passou a produzir Era Uma Vez no Quintal, uma série que a cada semana apresentava os personagens vivendo histórias dramatizadas dividas em cinco episódios. O sucesso levou o programa a receber o Prêmio APCA daquele ano como o vencedor de uma categoria de programas infantis. Além de DVD, livro, séries temáticas e peça musical, a produção derivou vídeos lançados exclusivamente no seu canal no YouTube, que conta com um milhão de inscritos e um bilhão de visualizações.

## O programa
Exibido de segunda a sexta-feira, das 8h às 12h e das 14h às 16h45, com episódios de quinze minutos que encerram um bloco de séries animadas, o Quintal da Cultura acompanha quatro crianças — os irmãos Ludovico e Doroteia, o amigo Osório e sua tia Ofélia — ao lado do jabuti Quelônio e da minhoca Minhoquias vivendo num quintal onde soltam sua imaginação e se divertem em brincadeiras e aventuras lúdicas que entretêm e transmitem conhecimento para o público. Além da televisão, os protagonistas gravam vídeos para o canal do programa no YouTube com curiosidades, entrevistas e exposições de desenhos enviados pelos telespectadores.

## História

### Criação
Em 2010 a gestão da TV Cultura solicitou ao seu departamento de produção infantil a criação de uma nova atração destinada ao público de idade pré-escolar. Baseada na sua vontade de fazer um trabalho com palhaços para crianças, Bete Rodrigues, diretora com vasta experiência na emissora, começou a idealizar um projeto que depois foi desenvolvido com outros membros do departamento. A equipe de roteiristas, originalmente composta por Elton Mattos, Marcos Ferraz, António Arruda e Regina Negrini, elaboraram um guia de conteúdo que definiu os detalhes do projeto. Nele já estava presente o esboço dos futuros protagonistas — os irmãos palhaços Doroteia (interpretada por Helena Ritto) e Ludovico (José Eduardo Rennó) e os bonecos de manipulação Quelônio e Minhoquias (ambos com voz de Jonathan Faria) — que viveriam num quintal, caracterizado como um espaço lúdico onde a criança exploraria o mundo exterior com liberdade. Também foram estabelecidas no guia sete diretrizes pedagógicas a serem seguidas na construção do programa, sendo elas: expressões artísticas e motoras, conhecimento do mundo, formação pessoal e social, linguagem oral e abordagem à escrita, matemática e comunicações.

### 2011–2014
O Quintal da Cultura estreou em 18 de abril de 2011 como um dos lançamentos da nova programação da TV Cultura para aquele ano. Neste momento inicial o programa, exibido de segunda a sexta-feira entre 14h30 e 17h30, contava com séries animadas entremeadas por ficções de cinco minutos com os protagonistas e o quadro "Brincadeiras Musicais", em que a dupla Paulo Tatit e Sandra Peres, do Palavra Cantada, que embalava a abertura da atração com a canção "Então Tá Combinado", interpretavam coreografias com instrumentos, percussão corporal, voz e cantigas de roda.
Pouco tempo depois, com o esgotamento dos temas estabelecidos no guia de conteúdo, os roteiristas começaram a escrever quadros fixos misturados aos esquetes de ficção, entre eles o "Correio da Dona Coruja", onde os personagens liam cartas do público, que foi criado devido ao grande volume de correspondências enviadas de forma espontânea por crianças de diferentes partes do Brasil. Outros quadros envolviam brincadeiras dos protagonistas com alter ego em universos diferentes dentro do próprio quintal e contação de histórias. Ainda no primeiro ano novos personagens entraram no Quintal: primeiro Filomena, interpretada por Joyce Roma, depois Osório, feito pelo já integrante Jonathan Faria, e por fim Teobaldo, primo de Filomena, vivido por Cristiano Gouveia.
Em 1 de agosto de 2011 o programa ganhou exibição pela manhã, às 9h. No ano seguinte deixou de ir ao ar ao vivo para ter seus blocos previamente gravados e estreou, em abril, na programação da TV Rá Tim Bum, emissora de sinal fechado mantida pela TV Cultura e destinada ao público infantil. Em 7 de outubro de 2013, em comemoração ao Dia das Crianças, foi lançada a segunda temporada, que naquela semana exibiu edições temáticas voltadas à data. Em dezembro do mesmo ano quadros do Quintal foram distribuídos em DVD pela Cultura Marcas.

### 2014–2018
Em 6 de outubro de 2014, com a terceira temporada, estreou Era Uma Vez no Quintal, uma série exibida de segunda a sexta após o programa em que, a cada semana, Doroteia, Ludovico, Quelônio e Minhoquias viviam aventuras divididas em cinco episódios de 30 minutos. Sua criação ocorreu após um dos roteiristas, Elton Mattos, realizar uma catalogação que apontou que quase 80% do público que enviava cartas era formado por crianças de seis a dez anos, levando a produção do programa a entender que seus telespectadores poderiam assistir a histórias mais longas centradas na ficção. Para a nova atração entraram Henrique Stroeter e Paola Musatti, que junto a Jonathan Faria davam vida a vários personagens de apoio para compor cada história. Joyce Roma e Cristiano Gouveia haviam deixado o elenco no fim da temporada anterior, o que foi justificado dentro do programa com uma viagem de Filomena e Teobaldo para mostrarem seus talentos artísticos pelo mundo.
Em dezembro de 2014 o Quintal venceu a categoria Programa Infantil do Prêmio APCA, da Associação Paulista de Críticos de Arte, e em junho de 2015 ficou entre os finalistas da categoria de ficção para crianças de até seis anos do Festival Comkids – Prix Jeunesse Iberoamericano.
Em 6 de julho de 2015 foram lançadas a quarta temporada do programa e uma nova leva de episódios do Era Uma Vez no Quintal, que, após um total de 22 histórias e 110 episódios, teve a produção encerrada devido a um corte de gastos na TV Cultura. Stroeter e Musatti também passaram a integrar o elenco do programa como Romeu e Berenice, vizinhos de Doroteia e Ludovico, mas saíram pouco tempo depois.
Em 18 de abril de 2016, para comemorar os cinco anos do Quintal, os personagens Doroteia, Ludovico e Osório estiveram numa transmissão ao vivo pelo canal oficial no YouTube. Em 13 de junho foi lançada a nova temporada do programa, que teve seu cenário modificado para apresentar as casas e a vizinhança onde os protagonistas moravam e passou a abordar temas ligados ao cotidiano infantil. Em dezembro foram produzidas duas histórias temáticas especiais em cinco episódios: na semana dos dias 19 a 23, O Visitante Natalino, em comemoração ao Natal, e de 26 a 30, O Show Secreto, para o ano novo.
Em 8 de maio de 2017 estreou a quinta temporada, que contou com a abordagem de assuntos do universo infantil em pílulas seguidas por quadros e esquetes. De 20 a 24 de agosto de 2018, para comemorar a semana do folclore brasileiro, foram transmitidas cinco histórias sobre lendas nacionais: A Lenda do Curiango, O Homem que Laçou a Sorte, A Lenda da Mandioca, O Carbúnculo e A Lenda do João de Barro.

### 2018–presente
Em 30 de agosto de 2018 a atriz Mafalda Pequenino integrou o Quintal com participações semanais interpretando Ofélia, tia de Osório, uma personagem negra criada para levar diversidade étnica ao programa utilizando elementos da cultura afro-brasileira. Ela tornou-se fixa no elenco a partir da sétima temporada, lançada em 12 de outubro, na qual, com uma grande reformulação, os personagens passaram a protagonizar histórias únicas exibidas ao fim do programa, de manhã e de tarde, após as séries animadas.
Em março de 2020, com o início da pandemia de COVID-19, as gravações do Quintal foram interrompidas para preservar a saúde dos integrantes da equipe. Logo depois os personagens gravaram vídeos com informações e orientações para o combate à COVID-19 que foram exibidos na programação da TV Cultura. Ainda em quarentena, o elenco passou a apresentar transmissões ao vivo no YouTube com convidados sobre diversos assuntos, inclusive os relacionados ao isolamento social. Em 14 de dezembro do mesmo ano o programa lançou a série Cada Um na Sua Casa, com episódios em que os personagens interagiam com o público com histórias e brincadeiras cumprindo o isolamento. Uma nova leva de episódios desta fase estreou em 31 de maio de 2021.
Em abril de 2022, para comemorar os onze anos do Quintal, os protagonistas participaram de uma live no YouTube onde lançaram o livro sobre o programa, da Editora Ática, escrito pelo roteirista Elton Mattos, que narra suas aventuras em diferentes lugares do mundo e por dentro de famosas obras de arte. Em 7 de outubro de 2023 a TV Cultura estreou a série Quintal no Zoo, com quinze episódios, exibidos nas manhãs de sábado, em que Doroteia, Ludovico, Osório e Ofélia conheceram animais e seus cuidadores no Zoológico de São Paulo.
Em 31 de agosto de 2024 entrou em cartaz, no Teatro do SESI-SP, o espetáculo musical A Incrível Viagem do Quintal, dirigido por Bete Rodrigues e com texto e direção musical de Fernanda Maia. No enredo, os quatro protagonistas viajam pelo Brasil para conhecer a cultura nacional e as tradições de cada região do país. Os atores contracenam com músicos que participam da encenação cantando, dançando e transformando-se em personagens. Em 7 de setembro a TV Cultura estreou, aos sábados de manhã, a série Quintal no Museu, onde o grupo visita museus de São Paulo e encontra figuras históricas do Brasil.
Em 9 de junho de 2025 foi lançada a série Missão do Dia, exibida às segundas, em que Dorotéia, Ludovico e Osório são acompanhados de Cacá, interpretada por Rihanna Barbosa, uma garota apaixonada por ciência e tecnologia que se envolve em missões de história, cultura e geografia.

## Elenco
| Intérprete         | Personagem | Temporadas      | Temporadas      | Temporadas      | Temporadas      | Temporadas      | Temporadas      | Temporadas          |
| Intérprete         | Personagem | 1.ª (2011–2013) | 2.ª (2013–2014) | 3.ª (2014–2015) | 4.ª (2015–2016) | 5.ª (2016–2017) | 6.ª (2017–2018) | 7.ª (2018–presente) |
| ------------------ | ---------- | --------------- | --------------- | --------------- | --------------- | --------------- | --------------- | ------------------- |
| Helena Ritto       | Doroteia   |                 |                 |                 |                 |                 |                 |                     |
| José Eduardo Rennó | Ludovico   |                 |                 |                 |                 |                 |                 |                     |
| Jonathan Faria     | Osório     |                 |                 |                 |                 |                 |                 |                     |
| Jonathan Faria     | Minhoquias |                 |                 |                 |                 |                 |                 |                     |
| Jonathan Faria     | Quelônio   |                 |                 |                 |                 |                 |                 |                     |
| Mafalda Pequenino  | Ofélia     |                 |                 |                 |                 |                 |                 |                     |
| Joyce Roma         | Filomena   |                 |                 |                 |                 |                 |                 |                     |
| Cristiano Gouveia  | Teobaldo   |                 |                 |                 |                 |                 |                 |                     |
| Henrique Stroeter  | Romeu      |                 |                 |                 |                 |                 |                 |                     |
| Paola Musatti      | Berenice   |                 |                 |                 |                 |                 |                 |                     |